# Surovo mleko
Surovo mleko je mleko, ki ni podvrženo postopku pasterizacije, ni segreto na več kot 40 stopinj Celzija ali podvrženo postopku z enakovrednim učinkom ter je pred prodajo le prefiltrirano in ohlajeno pod temperaturo 4 stopinje Celzija. Gre za kakovostno živilo, vendar z določenimi tveganji, zlasti povezanih z možno prisotnostjo mikrobov.

## Uporaba surovega mleka po svetu

### Slovenija
Nacionalni inštitut za javno zdravje glede hranilne vrednosti ne vidi razlik med surovim in pasteriziranim mleka. Opozarja na možnost okužbe z mikroorganizmi, ki lahko škodujejo predvsem nosečnicam, otrokom, starejšim, kronično bolnim in imunsko oslabljenim, zaradi česar svetuje prekuhavanje. Kupcem surovega mleka z mlekomata svetuje čimprejšnje skladiščenje mleka na hladnem in uporabo čiste steklenice, ki se jo da zlahka očistiti. Tudi Zveza potrošnikov Slovenije svetuje prekuhavanje.

### Združene države Amerike
Ameriški organizaciji FDA (Uprava za hrano in zdravila) in CDC (Center za nadzor in preprečevanje bolezni) sta 1. marca 2007 odsvetovali uživanje surovega mleka zaradi možnosti okužbe z bakterijami, kot so salmonela, E. coli O157:H7, listerije, kampilobakter in brucela ter zavrnili trditve o večji hranilni vrednosti surovega mleka in možnosti uničenja bakterij brez pasterizacije. FDA je leta 1987 zahtevala pasterizacijo mleka in vseh mlečnih izdelkov z izjemo nekaj zorjenih sirov. FDA v mnenju, izdanem leta 2018, še naprej zavrača uporabo surovega mleka in opozarja na možnost splava ali smrti novorojenca zaradi okužbe z listerijo. Zanika trditve o večji hranilni vrednosti surovega mleka ter povzročitvi laktozne netolerance ali alergij s pasterizacijo.
Zvezne države to področje urejajo vsaka po svoje. Leta 2011 je bila prodaja surovega mleka dovoljena v 30 zveznih državah.